# Ctenichneumon angustus
Ctenichneumon angustus là một loài tò vò trong họ Ichneumonidae.